# Пештеана (Хунедоара)
Пештеана (рум. Peșteana) насеље је у Румунији у округу Хунедоара у општини Денсуш. Oпштина се налази на надморској висини од 414 m.

## Становништво
Према подацима из 2002. године у насељу је живело 436 становника, од којих су сви румунске националности.